# Četvrti sudac
U nogometnoj igri, četvrti sudac na utakmici je osoba koja pomaže glavnom sucu u provedbi svih nogometnih pravila. Mogu zamijeniti i nekog od sudaca na terenu ako dođe do njihove ozljede.

## Pozadina
Nogomet je igra koju kontrolira glavni sudac kojemu pomažu dva pomoćna suca. Ta tri suca su na terenu.
Uloga četvrtoga suca je nadopuna trojici sudaca u kontroli utakmice. Poznati kontrolor utakmica Ken Aston je predložio nastanak četvrtoga suca još za vrijeme Svjetskog prvenstva 1966., no IFAB je taj potez smatrao nepotrebnim sve do 1991., a čak i kada je donesena odluka o stvaranju četvrtih sudaca, njihova je moć bila vrlo ograničena i podređena glavnom sucu.
Četvrti sudac na svom tipičnom radnom mjestu ima svoj stol vrlo blizu aut-liniji i nalazi se između klupa za zamjene obje momčadi, iako njegovo pozicioniranje pravila strogo ne određuju.

## Funkcije četvrtog suca
Tijekom jedne obične utakmice, četvrti sudac pomaže glavnom na iduće načine:
- pomaže s administracijom prije, za vrijeme i poslije utakmice;
- pregledava opremu igrača;
- brine se da su zamjene pravilno poredane i da se sam proces zamjenjivanja igrača odvija pravilno;
- informira momčadi i gledatelje o sučevom dodatku vremena podizanjem semafora (na slici);
- ponaša se kao most između sudaca i osoba koje nisu u terenu (treneri, fizioterapeuti, tjelohranitelji);
- brine se da treneri i osoblje na klupi ne reagira burno na odluke i da se drže svoga prostora.

U praksi, četvrti sudac je glavna osoba koja nadgleda sve događaje neposredno izvan terena. Zapisuje svoja zapažanja o utakmici i brine se da glavni sudac ne napravi teže tehničke pogreške, kao npr. dodjeljivanje kartona krivom igraču ili zadržavanje igrača u igri nakon crvenog kartona (Graham Poll nije isključio Vatrenog Josipa Šimunića tijekom Svjetskog prvenstva 2006. u utakmici protiv Socceroosa nakon drugog žutog kartona, već tek nakon trećeg).

## Funkcije kod zamjenjivanja
Četvrti sudac služi kao zamjena ako dođe do ozljede jednog od trojice sudaca i oni ne mogu nastaviti igru.
U situacijama gdje pomoćni sudac ne može nastaviti, četvrti sudac će zamijeniti ozljeđenog pomoćnog suca. U situacijama gdje glavni sudac ne može nastaviti igru, postoje dvije mogućnosti zamjenjivanja:
- ući će četvrti sudac kao izravna zamjena glavnom sucu;
- jedan od pomoćnih sudaca će ući kao zamjena glavnom sucu, a četvrti sudac će ući kao zamjena jednom od pomoćnih sudaca.

Pravila turnira će odrediti koju od ove dvije zamjene preferiraju organizatori ako dođe do ove situacije. FIFA je počela s uvođenjem petog suca. Kada je na utakmici petero sudaca, četvrti sudac će zamijeniti isključivo glavnog suca ako dođe do ozljede. Ako dođe do ozljede pomoćnog suca, peti sudac će preuzeti njegovu ulogu.